# Ectoedemia ochrefasciella
The Hard Maple Budminer Moth (Ectoedemia ochrefasciella) là một loài bướm đêm thuộc họ Nepticulidae. Loài này có ở Bắc Mỹ, bao gồm Kentucky, Ohio, Pennsylvania và New Hampshire.
Sải cánh dài 6.5–8 mm.
Ấu trùng ăn Acer saccharum.